# Andrea Zanoni
Andrea Zanoni (ur. 26 sierpnia 1965 w Treviso) – włoski polityk, deputowany do Parlamentu Europejskiego VII kadencji.

## Życiorys
Z zawodu geometra, dyplom uzyskał w 1985. Służył przez rok w Korpusie Karabinierów. Przez 20 lat pracował w przedsiębiorstwie branży tekstylnej, zajmując się zarządzaniem technologiami i ochroną środowiska. Zaangażował się w działalność organizacji ekologicznej WWF, koordynował działalność struktur regionalnych w Wenecji Euganejskiej. Został też członkiem krajowych i regionalnych stowarzyszeń ekologicznych, działających m.in. na rzecz ograniczania myślistwa.
W wyborach w 2009 z listy partii Włochy Wartości kandydował do Parlamentu Europejskiego. W 2011 został radnym prowincji Treviso. W tym samym roku objął mandat posła do PE VII kadencji w miejsce Luigiego De Magistris. Został członkiem grupy Porozumienia Liberałów i Demokratów na rzecz Europy. W 2013 przeszedł do frakcji socjalistycznej i Partii Demokratycznej. W PE zasiadał do 2014, w następnym roku zasiadł w radzie Wenecji Euganejskiej.
Andrea Zanoni jest żonaty. Ma jedno dziecko.